# Преображенская церковь (Иваново)
Храм Преображения Господня (Преображенская церковь) — православный храм в городе Иванове. Относится к Иваново-Вознесенской епархии Русской православной церкви.

## История
Закладка храма состоялась 27 августа 1889 года. Строилась церковь в течение четырёх лет на средства фабриканта М. Н. Гарелина и 24 августа 1893 года была торжественно освящена архиепископом Владимирским и Суздальским Сергием (Спасским).
Проект церкви разработал известный московский архитектор Александр Степанович Каминский. Фасады основного объёма храма завершены кокошниками, а углы — шатровыми башенками. Венчается храм восьмериком с пятью главами на высоких гранёных барабанах. Пышные наличники и карнизы, двухъярусные кокошники и другие архитектурные детали придают зданию нарядный облик. С западной стороны к храму примыкает высокая шатровая колокольня, где первоначально размещались 12 колоколов. Три входа в храм выделены шатровыми крыльцами.
Многие детали отделки церкви заимствованы из зодчества конца ХVII века. Неподалёку от главного входа в храм выстроили двухэтажный кирпичный дом причта. В центральной части храма был установлен трёхъярусный, а в приделах преподобномученика Никона и Иверской иконы Божьей Матери — двухъярусные иконостасы, выполненные по рисункам Александра Степановича Каминского. Иконы для них написал московский художник Я. И. Ручкин.
Кроме того, из домашней молельни Гарелиных в храм перенесли несколько старинных, богато украшенных икон. Настенную живопись в храме выполнил художник И. В. Белоусов. Впоследствии М. Н. Гарелин и его жена были похоронены во дворе церкви против алтаря.
По проекту Преображенская церковь была рассчитана на 700 человек — жителей деревни Рылиха, которая существовала на окраине Иванова с начала ХVII века. После постройки храма она стала называться селом Преображенским и вошла в состав города после Февральской революции 1917 года. На рубеже XIX—XX веков вместимость церкви вдвое превышало число её прихожан (171 муж. и 183 жен.).
С 1931 года храм использовался одновременно двумя православными общинами — традиционного и обновленческого направлений, перешедшими в Преображенскую церковь из закрытого Покровского собора, а затем и из Успенской кладбищенской церкви. Такое использование храма приводило к постоянным конфликтам.
Решением облисполкома 19 мая 1940 года церковь закрыли, внутреннее убранство уничтожили. Через два года, в условиях военного времени, верующие стали добиваться регистрации православной общины, и с 17 ноября 1944 года в церкви возобновились богослужения.
После создания Иваново-Шуйской, затем Иваново-Кинешемской епархии Преображенская церковь стала кафедральным собором.

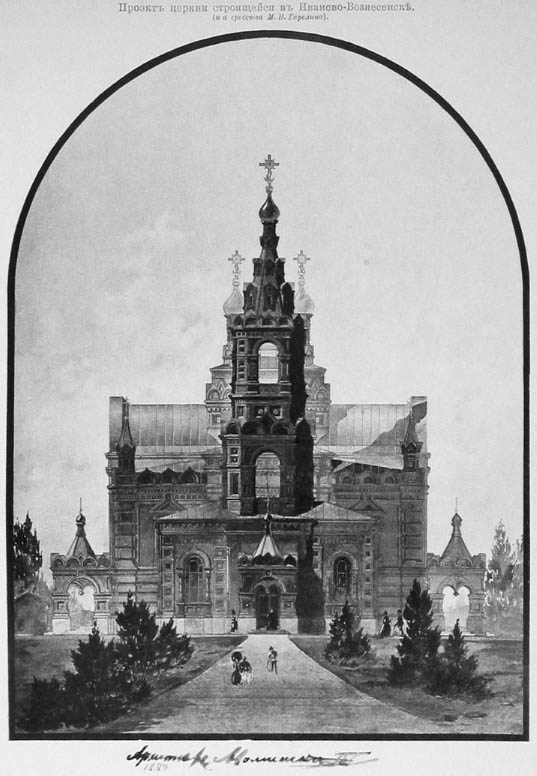
Проект храма — 1890 год.

Боковые приделы освятили в честь Николая Чудотворца и Казанской иконы Божьей Матери. Настенная живопись и внутреннее убранство воссоздавались в послевоенный период. Резной золочёный иконостас в стиле барокко привезли в 1956 году из села Сараево Фурмановского района. Это село в ХVIII веке принадлежало А. В. Суворову.
Более 40 лет Преображенский собор оставался единственным действующим храмом Московского патриархата в городе.